# Cinéma islandais

Un clap aux couleurs du drapeau islandais.

Le cinéma islandais est caractérisé par la nature particulière de sa production qui relève plus de l'artisanat que de l'industrie. Longtemps confié à des passionnés capables d'hypothéquer leurs propriétés pour tourner un film, le cinéma islandais se tourne depuis les années 2000 vers des longs-métrages destinés à l'exportation. Si la figure tutélaire du cinéma islandais reste Friðrik Þór Friðriksson, de nouveaux auteurs tendent à se faire connaître internationalement, comme Baltasar Kormákur ou Dagur Kári.

## Histoire du cinéma islandais

### Les débuts sous tutelle danoise
La première pierre du cinéma islandais a été posée en 1906 par un Danois, Alfred Lind, qui a tourné un documentaire de trois minutes dans le pays, l'Islande étant à l'époque une possession de la couronne danoise. L'inauguration de la première salle de cinéma est fêtée cette même année à Reykjavik. 
C'est cependant avec l'arrivée en 1919 de la compagnie Nordisk Film de Copenhague, pour le long-métrage L'Histoire de la famille Borg, que le cinéma islandais commence à prendre forme sous l'impulsion des productions danoises. Ce film est une adaptation d'un roman de Gunnar Gunnarsson écrit en 1914 et contant un conflit typiquement islandais : le tiraillement entre l'envie d'émigrer à l'étranger et le besoin de rester sur ses terres ancestrales. Le héros du film est joué par un acteur islandais. 
Les réalisateurs insulaires restent alors dans l'ombre des cinéastes danois et étrangers, bien mieux équipés techniquement et financièrement. C'est ainsi que Jacques de Baroncelli exploite les paysages de l'île en 1924 pour son adaptation de Pêcheur d'Islande, de Pierre Loti. 
Quelques films sont cependant réalisés par des Islandais. Parmi eux, Hadda Padda en 1923, un thriller réalisé par Gunnar Robert Hansen et le metteur en scène de théâtre Gudmundur Kamban, toujours produit par la Nordisk danoise.

## Œuvres

### Films
- 1967 : La Mante rouge
- 1980 : Brennu-Njálssaga
- 1982 : Rokk í Reykjavík, documentaire
- 1982 : Með allt á hreinu (On Top)
- 1983 : Nýtt Líf
- 1984 : Hrafninn flýgur (When the Raven Flies)
- 1987 : Skytturnar (White Whales)
- 1990 : Quand nous étions sorcières (Einiberjatréð ou The Juniper Tree)
- 1991 : Les Enfants de la nature
- 1992 : Sódóma Reykjavík (Remote Control)
- 1995 : Cold Fever
- 1999 : Fíaskó
- 2000 : Les Anges de l'univers
- 2000 : Dancer in the Dark
- 2000 : Íslenski draumurinn (The Icelandic Dream)
- 2001 : 101 Reykjavík
- 2001 : Régina !
- 2002 : Hafið (The Sea)
- 2002 : Maður eins og ég (A Man Like Me)
- 2002 : Falcons
- 2003 : Stormy Weather
- 2003 : Nói l'albinos
- 2005 : Crime City
- 2005 : Dark Horse (Voksne mennesker)
- 2005 : Knight of the Living Dead
- 2005 : Screaming Masterpiece, documentaire sur la musique islandaise
- 2006 : The Last Winter
- 2006 : Le Direktør
- 2006 : Esprit d'équipe
- 2006 : Heima
- 2006 : Norway of Life
- 2006 : Jar City
- 2006 : Börn (Children)
- 2006 : Wrath of Gods
- 2007 : Foreldrar
- 2007 : Stardust, le mystère de l'étoile
- 2007 : Astrópía
- 2008 : Back Soon
- 2008 : Mariage à l'islandaise
- 2008 : Reykjavík - Rotterdam
- 2008 : Dark Floors
- 2008 : Heiðin (Small Mountain)
- 2009 : The Good Heart
- 2010 : Mamma Gógó
- 2010 : Jitters
- 2011 : Inni
- 2012 : Black's Game
- 2012 : Survivre
- 2013 : Metalhead
- 2013 : Des chevaux et des hommes
- 2014 : Dead Snow 2
- 2015 : Béliers
- 2015 : Everest
- 2015 : L'Histoire du géant timide
- 2015 : Paris of the North
- 2017 : Union of the North[2]
- 2018 : And Breathe Normally (Andið eðlilega)
- 2018 : Arctic
- 2018 : Woman at War
- 2019 : Mjólk, la guerre du lait
- 2020 : Un jour si blanc
- 2021 : Lamb
- 2022 : Godland

### Films d'animations
- 2011 : Thor et les légendes du Valhalla

## Personnalités du cinéma islandais

### Acteurs
- Ágústa Eva Erlendsdóttir
- Baltasar Kormákur
- Berglind Icey
- Björk Guðmundsdóttir (plus connue sous le nom Björk)
- Eyþór Guðjónsson
- Gunnar Hansen
- Hilmir Snær Guðnason
- María Ellingsen
- Peter Ronson
- Stefán Karl Stefánsson
- Hafthór Júlíus Björnsson
- Friðrik Þór Friðriksson
- Jón Gnarr
- Björn Hlynur Haraldsson
- Arnar Jónsson
- Ólafur Darri Ólafsson
- Magnús Scheving
- Ingvar E. Sigurðsson
- Sigurður Sigurjónsson
- Anita Briem
- Didda Jónsdóttir
- Heida Reed
- Ásdís Thoroddsen
- Valgerður Guðnadóttir

### Réalisateurs
- Ásdis Thoroddsen
- Baltasar Kormákur
- Dagur Kári
- Hlynur Pálmason
- Einar Þór Gunnlaugsson
- Robert Ingi Douglas
- Friðrik Þór Friðriksson
- Hrafn Gunnlaugsson
- Jon Gustafsson
- Olaf de Fleur
- Sólveig Anspach
- Lárus Ýmir Óskarsson
- Grímur Hákonarson
- Barði Jóhannsson
- Lárus Ýmir Óskarsson
- Ólafur Haukur Símonarson
- Ása Helga Hjörleifsdóttir [3]

### Autres
Scénariste
- Friðrik Þór Friðriksson
- Grímur Hákonarson
- Dagur Kári
- Baltasar Kormákur
- Sigurður Sigurjónsson
- Ásdís Thoroddsen

### Listes et catégories
- (en) Films (chronologie)
- (en) Films A-Z
- (en) Réalisateurs, Réalisateurs islandais
- (en) Scénaristes
- (en) Compositeurs
- (en) Acteurs